# Raymond S. Persi
Raymond Saharath Persi, más conocido como Raymond S. Persi, nació en el barrio de Eagle Rock en la ciudad de Los Ángeles, en Estados Unidos. Es un director de animación de la popular serie de televisión Los Simpson desde el año 2005 hasta la actualidad, aunque también ha trabajado en otros proyectos con otros cargos.
También es más conocido por su trabajo en Walt Disney Animation Studios como guionista gráfico y actor de voz, sobre todo ser voz de Flash en Zootopia y Gene en Wreck-It Ralph

## Carrera
Persi empezó su carrera en 1995 con la serie de televisión The Twisted Tales of Felix the Cat, encargándose del trabajo artístico. Dentro del género artístico trabajó en otras series como Teacher's Pet (2000), Los Simpson (2003) y Harvey Birdman, Attorney at Law (2003). También tuvo su papel en el departamento de animación, donde colaboró primeramente con Los Simpson desde 1996 hasta 1997; y por otro lado, también estuvo en la película Do Geese See God? en 2004.
En los años 2000 ha tenido su labor como actor de doblaje en Do Geese See God?, coproductor en Ghost of Stephen Foster, y como titiritero de efectos especiales en Batman: Dead End.
Sin embargo, donde destacó fue con el cargo de director. Aunque tuvo este cargo en el año 2000 en películas como Ghost of Stephen Foster y Spike and Mike's Sick and Twisted Festival of Animation Volume 7, pero su trabajo se hizo notable siendo director de animación de Los Simpson. Antes de ascender a director, fue segundo director de un capítulo de la serie en 2003. Tiempo después, siendo ya director, volvió a ser segundo director de Los Simpson: la película en el año 2007. En la actualidad, sigue siendo director de esta serie.

### Trabajo en Los Simpson
Su trabajo en Los Simpson fue bastante notable teniendo en cuenta que gracias a ello ganó (junto a los demás miembros del equipo) un premio Emmy en 2006. Su trabajo en Los Simpson está compuesto por doce capítulos, sin contar la película.
| Año  | Capítulo                                          | Cargo                            |
| ---- | ------------------------------------------------- | -------------------------------- |
| 1996 | Homerpalooza                                      | Dpto. Artístico                  |
| 1997 | Simpsoncalifragilisticexpiala(Annoyed Grunt)cious | Dpto. Artístico                  |
| 2003 | Moe Baby Blues                                    | Dpto. Artístico Segundo Director |
| 2005 | Mobile Homer                                      | Director                         |
| 2005 | The Girl Who Slept Too Little                     | Director                         |
| 2006 | The Seemingly Never-Ending Story                  | Director                         |
| 2006 | The Monkey Suit                                   | Director                         |
| 2007 | Little Big Girl                                   | Director                         |
| 2007 | 24 Minutes                                        | Director                         |
| 2008 | Love, Springfieldian Style                        | Director                         |
| 2008 | Lost Verizon                                      | Director                         |
| 2009 | Four Great Women and a Manicure                   | Director                         |